# Třída Armide
Třída Armide byla třída ponorek francouzského námořnictva. Celkem byly postaveny tři jednotky této třídy. Francouzské námořnictvo je provozovalo v letech 1916–1935.

## Pozadí vzniku
Celkem byly postaveny tři jednotky této třídy. Patřily k typu Laubeuf. Původně první jednotku (14-gó) objednalo Japonsko a dvě další Řecko. Rozestavěny byly v letech 1912–1913 ve francouzské loděnici Schneider-Creusot v Chalon-sur-Saône. Na vodu byly spuštěny v letech 1915–1916. Mezitím vypukla válka, kvůli které změnily majitele, neboť řecké ponorky byly zrekvírovány 3. června 1915 a japonská ponorka následovala 30. května 1917. Do služby byly přijaty v letech 1916–1917.
Jednotky třídy Armide:
| Jméno                   | Založení kýlu | Spuštěn       | Vstup do služby | Osud           |
| ----------------------- | ------------- | ------------- | --------------- | -------------- |
| Armide (SD 2, ex 14-gó) | 1912          | červenec 1915 | červen 1916     | Vyřazena 1932. |
| Antigone (SD 3, ex PS)  | 1912          | říjen 1916    | leden 1917      | Vyřazena 1935. |
| Amazone (SD 4, ex X)    | 1913          | srpen 1916    | červen 1917     | Vyřazena 1932. |

## Konstrukce

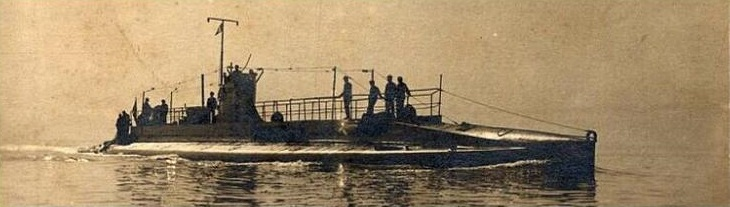
Amazone

Ponorky měly dvouplášťovou koncepci. Každá ponorka nesla odlišnou výzbroj. Armide nesla jeden 47mm/50 kanón M1902 a šest 450mm torpédometů se zásobou osmi torpéd. Antigone nesla jeden 47mm/50 kanón M1902 a čtyři 450mm torpédomety se zásobou šesti torpéd. Konečně Amazone nesla jeden 75mm/35 kanón M1897 a čtyři 450mm torpédomety se zásobou šesti torpéd. Pohonný systém tvořily dva diesely Schneider-Carels o výkonu 2200 hp pro plavbu na hladině a dva elektromotory o výkonu 900 hp pro plavbu pod hladinou. Lodní šrouby byly dva. Nejvyšší rychlost dosahovala 17,5 uzlu na hladině a jedenáct uzlů pod hladinou. Dosah byl 2600 námořních mil při rychlosti 11 uzlů na hladině a 160 námořních mil při rychlosti pět uzlů pod hladinou.